# P20Y10
P20Y10 är ett musikalbum från 2010 med sångerskan Py Bäckman. Skivan är ett dubbelalbum där CD 1, "P20 - Pop" arbetats fram i Los Angeles (Castle Oaks Studios, med bl.a. Micke Wennborn, John JR Robinson, Leland Sklar och David Garfield) och Skara (B.A.S.E Studios). CD 2, "Y10 - Ambient" har kommit till i Polar Studios och Karamellen, Stockholm.
Albumet innehåller både nyskrivna låtar och nyinspelningar av tidigare utgivna produktioner.

## Låtförteckning
| Nr  | Titel                           | Låtskrivare                | Längd |
| --- | ------------------------------- | -------------------------- | ----- |
| 1.  | "Kvinna Från Tellus"            | Py Bäckman                 |       |
| 2.  | "Imma"                          | Py Bäckman                 |       |
| 3.  | "Kristall"                      | Py Bäckman                 |       |
| 4.  | "Om Du Vill Leka"               | Py Bäckman                 |       |
| 5.  | "Kär I Kärlek"                  | Py Bäckman                 |       |
| 6.  | "Camelot"                       | Py Bäckman                 |       |
| 7.  | "Räddad För Stunden"            | Py Bäckman                 |       |
| 8.  | "Magisk Stjärna"                | Py Bäckman, Micke Wennborn |       |
| 9.  | "Tårar"                         | Py Bäckman                 |       |
| 10. | "Con-Cordelia"                  | Py Bäckman                 |       |
| 11. | "Att Fånga En Ängel"            | Py Bäckman                 |       |
| 1.  | "Jag Var Fel"                   | Py Bäckman                 |       |
| 2.  | "Jag Är Fri"                    | Py Bäckman                 |       |
| 3.  | "Det Är Långt Kvar Till Himlen" | Py Bäckman                 |       |
| 4.  | "När Mörkret Faller"            | Py Bäckman                 |       |
| 5.  | "Oh Mamma"                      | Py Bäckman                 |       |
| 6.  | "När Helvetet Blir Kallt"       | Py Bäckman, Lars Finberg   |       |
| 7.  | "Övertid"                       | Py Bäckman                 |       |
| 8.  | "Vad Är Över"                   | Py Bäckman                 |       |
| 9.  | "Tidssången"                    | Py Bäckman                 |       |
| 10. | "So Long Min Kära"              | Py Bäckman                 |       |
| 11. | "So Long (Ambient)"             | Py Bäckman                 |       |

P20 – ”Pop”
Sång och munspel – Py Bäckman, Trummor & Percussion – John JR Robinson, Bas – Leland Sklar, Keyboards – David Garfield, Gitarr – Micke Wennborn

Övriga medverkande; Additional guitars – Tommy Denander, Kör – Patrik Tibell, Teresia Bjarneby, Emma Varg. Bas på ”Magisk Stjärna” – Dave Pegg, Kör på ”Magisk Stjärna” – Mats Levén. Inspelad i Castle Oaks Studios, Woodland Hills, Los Angeles. Tekniker Steve Sykes, assisterande tekniker Joshua Blanchard. Mixad i B.A.S.E Studios, Skara. Tekniker Patrik Tibell. Producerad av Micke Wennborn
Y10 – ”Ambient”
Sång och munspel – Py Bäckman, Övriga instrument – Roffe Eriksson. Inspelad i Polar Studios, Stockholm, samt Karamellen, Söder. Tekniker – Lennart Östlund och Roffe Eriksson. Mixad i Polar Studios, Stockholm. Tekniker – Lennart Östlund & Roffe Eriksson. Producerad av Mono Rae

Mastrad av Bernie Grundman, Bernie Grundman Mastering, Los Angeles. Grafisk design – Bo Reinerdahl, Form Reinerdahl. Konvolutfoto – Elisabeth Ohlson Wallin